# Station Nutfield
Nutfield is een spoorwegstation van National Rail in Tandridge in Engeland. Het station is eigendom van Network Rail en wordt beheerd door Southeastern. 